# Landkreis Mansfeld-Südharz

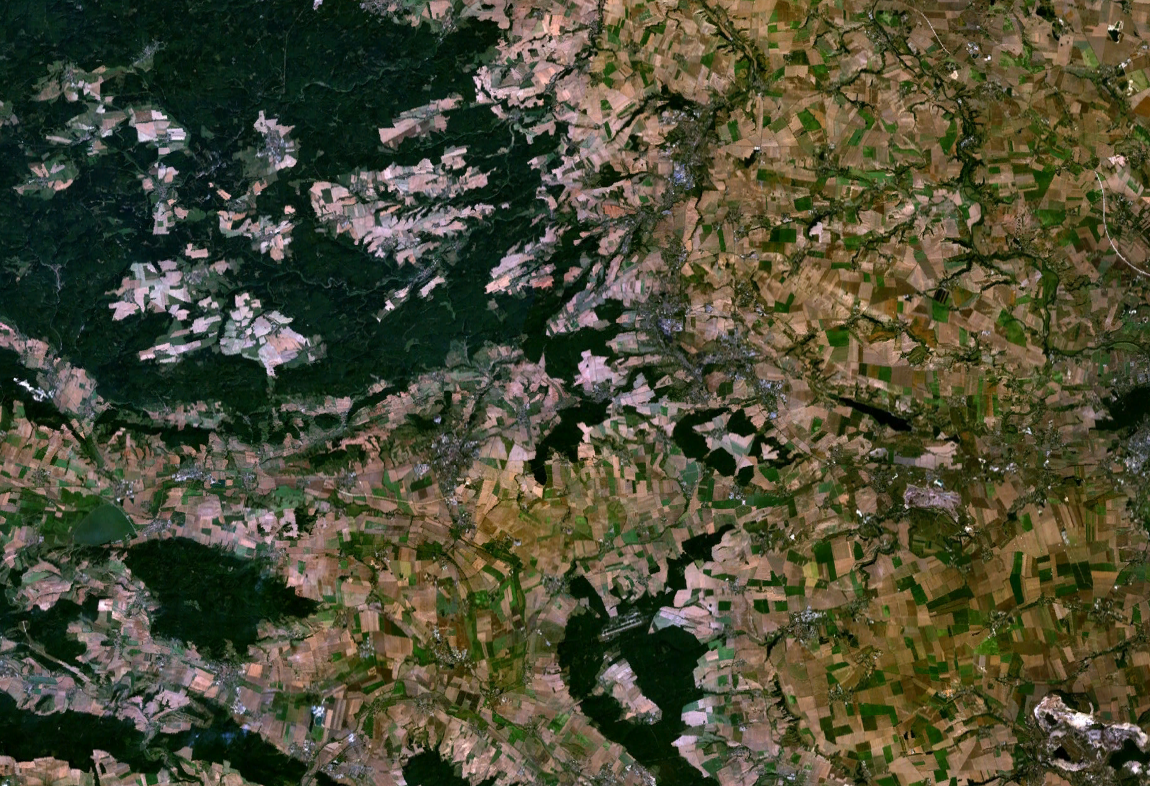
De Landkreis op satellietbeeld

Landkreis Mansfeld-Südharz is een Landkreis in de Duitse deelstaat Saksen-Anhalt. Het is tijdens de tweede herindeling van Saksen-Anhalt op 1 juli 2007 ontstaan uit de voormalige Landkreisen Sangerhausen en Mansfelder Land. De Landkreis telt 133.690 inwoners (31 december 2020) op een oppervlakte van 1.488,67 km². Hoofdplaats is Sangerhausen.

## Steden en gemeenten
De Landkreis is bestuurlijk in de volgende steden en gemeenten onderverdeeld (inwoneraantal op 31-12-2020):
Eenheidgemeenten
1. Allstedt, stad * (7.650)
2. Arnstein, stad (6.502)
3. Gerbstedt, stad (6.964)
4. Lutherstadt Eisleben, stad (22.668)
5. Hettstedt, stad (13.758)
6. Mansfeld, stad (8.517)
7. Sangerhausen, stad (25.703)
8. Seegebiet Mansfelder Land (8.916)
9. Südharz (9.225)

Verbandsgemeinden met deelnemende gemeenten
* = Bestuurscentrum van de Verbandsgemeinde
| - 1. Verbandsgemeinde Goldene Aue 1. Berga (1.668) 2. Brücken-Hackpfüffel (975) 3. Edersleben (969) 4. Kelbra (Kyffhäuser), stad * (3.305) 5. Wallhausen (2.446) | - 2. Verbandsgemeinde Mansfelder Grund-Helbra 1. Ahlsdorf (1.562) 2. Benndorf (2.023) 3. Blankenheim (1.141) 4. Bornstedt (797) 5. Helbra * (3.929) 6. Hergisdorf (1.551) 7. Klostermansfeld (2.293) 8. Wimmelburg (1.128) |

Ahlsdorf ·
Allstedt ·
Arnstein ·
Benndorf ·
Berga ·
Brücken-Hackpfüffel ·
Blankenheim ·
Bornstedt ·
Edersleben ·
Eisleben ·
Gerbstedt ·
Helbra ·
Hergisdorf ·
Hettstedt ·
Kelbra ·
Klostermansfeld ·
Mansfeld ·
Sangerhausen ·
Seegebiet Mansfelder Land ·
Südharz ·
Wallhausen ·
Wimmelburg